# Lincoln MKT
De Lincoln MKT is grote een luxe auto in de cross-over klasse van de Lincoln divisie van Ford voor met name de Noord-Amerikaanse markt.
De Lincoln MKT werd in 2010 als luxe versie van de Ford Flex op de markt gebracht. Door de lage verkoopcijfers is het een vrij zeldzame verschijning in het Amerikaanse straatbeeld. De Lincoln MKT werd mede in de markt gezet als opvolger van de Lincoln Town Car in lange uitvoering.
In 2013 kreeg de Lincoln MKT een facelift. Het model werd tot 2019 geproduceerd.
Verkoopcijfers:
- 2009: 2,580
- 2010: 7,435
- 2011: 5,024
- 2012: 7,094
- 2013: 6,014
- 2014: 4,800
- 2015: 4,696
- 2016: 4,028
- 2017: 3,005
- 2018: 2,324
- 2019: 3,388
- 2020: 329